# IC 148
IC 148 је галаксија у сазвјежђу Рибе која се налази на листи објеката дубоког неба у Индекс каталогу.
Деклинација објекта је + 13° 58' 36" а ректасцензија 1h 42m 26,9s. Привидна величина (магнитуда) објекта IC 148 износи 13,2 а фотографска магнитуда 13,9. Налази се на удаљености од 10,8 милиона парсека од Сунца. IC 148 је још познат и под ознакама UGC 1195, MCG 2-5-11, CGCG 437-10, PGC 6292.